# Кристиан фон Саксония-Айзенберг
Кристиан (Христиан) фон Саксония-Айзенберг (на немски: Christian von Sachsen-Eisenberg; * 6 януари 1653, Гота; † 28 април 1707, Айзенберг) от Ернестинската линия на род Ветини, е единственият херцог на Саксония-Айзенберг (1680 – 1707).

## Живот
Кристиан е петият син на херцог Ернст I фон Саксония-Гота-Алтенбург (1601 – 1675) и съпругата му Елизабет София (1619 – 1680), дъщеря на херцог Йохан Филип фон Саксония-Алтенбург.
Кристиан се интересува от история и изкуство и следва в университета в Страсбург. След смъртта на баща му през 1675 г. той управлява заедно с братята си в Саксония-Гота-Алтенбург. Той прави Айзенберг за своя резиденция и се мести там през 1677 г. в двореца, наречен на него Кристиансбург.
На 13 февруари 1677 г. в Мерзебург той се жени за принцеса Кристиана фон Саксония-Мерзебург (* 1 юни 1659; † 13 март 1679), дъщеря на херцог Кристиан I фон Саксония-Мерзебург (1615 – 1691) и съпругата му Кристиана фон Шлезвиг-Холщайн-Зондербург-Глюксбург (1634 – 1701). От брака им се ражда една дъщеря.
През 1680 г. братята разделят страната и Кристиан получава Айзенберг и други територии. След ранната смърт на първата му съпруга той се жени втори път на 9 февруари 1681 г. в Дармщат за принцеса София Мария фон Хесен-Дармщат (* 7 май 1661; † 22 август 1712), дъщеря на ландграф Лудвиг VI фон Хесен-Дармщат (1630 – 1678) и първата му съпруга принцеса Мария Елизабет фон Холщайн-Готорп (1634 – 1665). Бракът е бездетен.
През 1683 г. Кристиан си строи в двореца малък театър. Страната му скоро започва да има задължения. През късните си години той се интересува от алхимия, създава поща в Айзенберг, лицей и монетен двор. Той снабдява на свои разноски града с изворна вода през оловни тръби, които произвел сам в своята лаборатория.
Той умира с големи задължения и без наследници. Братята му Албрехт фон Саксония-Кобург и Хайнрих фон Саксония-Рьомхилд умират също без наследници и между останалите му братя и техните наследници започва „Кобург-Айзенберг-Рьомхилдския наследствен конфликт“, който е прекратен едва през 1735 г. Голяма част от страната попада на Саксония-Гота-Алтенбург.
- Kристиана фон Саксония-Мерзебург
- София Мария фон Хесен-Дармщат
- Паметник на Кристиан фон Саксония-Айзенберг в дворцовия парк в Айзенберг

## Деца
Kристиан и Kристиана фон Саксония-Мерзебург имат една дъщеря:
- Kристиана (1679 – 1722) ∞ на 15 февруари 1699 г. в замъка Кристианбург, Айзенберг, за херцог Филип Ернст фон Шлезвиг-Холщайн-Зондербург-Глюксбург (1673 – 1729).